# Jasper van Tol
Jasper van Tol (Haarlem, 10 juli 1982) is een Nederlands marathonschaatser en wielrenner uit Broek in Waterland. Hij is opgegroeid in Rijsenhout.
Hij heeft Sportmarketing en Management gestudeerd aan de Johan Cruyff University en in het dagelijks leven is hij Sales Manager bij de Finse HR-softwareleverancier Sympa.
Van 2002-2004 is hij in de B-divisie uitgekomen voor Amovatiebedrijf Aalsmeer BV. Vervolgens is hij in de A-divisie van 2004-2009 achtereenvolgens uitgekomen voor de ploegen van SSPWN (2004-2005), Bouwglas Gesman-Kocomon Vastgoed (2005-2007) en Goesting.nl (2007-2009). Sinds 2009 is hij achtereenvolgens is de B-divisie uitgekomen voor Kloosterboer.nl (2009-2010), Romex Restate (2011-2013) en Payroll Group (2010-2011 en 2013-heden).

## Resultaten Schaatsen
2006
- 3e plaats Essent Cup 4 op 28 oktober 2006 in Amsterdam.
- 3e plaats Essent Cup 5 op 4 november 2006 in Eindhoven.
- 3e plaats Essent Cup 10 op 9 december 2006 in Heerenveen.

2010
- 3e plaats Marathon Cup Finale op 9 januari 2010 te Hoorn.
- 1e plaats Driedaagse - Finale op 27 februari 2010 te Hoorn.

2011
- 1e plaats Van der Wiel Marathon (KPN Marathon Cup 2) op 22 oktober 2011 te Heerenveen.

2012
- 1e plaats koppelkoers Nico Waterman Trofee samen met Joost Vink op 18 november 2012 te Amsterdam.

## Resultaten wielrennen
2010
- 1e plaats District Kampioenschap Noord-Holland en Regio Kampioenschap Noord- en Zuid-Holland op 24 mei 2010 te Zaandam.
- 2e plaats Ronde van Hazerswoude-Dorp op 12 juni 2010 te Hazerswoude-Dorp.
- 1e plaats Ronde van Lisse op 26 september 2010 te Lisse.

2011
- 2e plaats Wielerronde van Rijsenhout op 19 mei 2011 te Rijsenhout.
- 1e plaats Nederlands Kampioenschap Sportklasse Wervershoof op 22 mei 2011 te Wervershoof.
- 1e plaats District Kampioenschap Noord-Holland op 13 juni 2011 te Alkmaar.